# Ophiopogon intermedius
Ophiopogon intermedius är en sparrisväxtart som beskrevs av David Don. Ophiopogon intermedius ingår i släktet Ophiopogon och familjen sparrisväxter. Inga underarter finns listade i Catalogue of Life.